# Ty Majeski
Tyler B. Majeski (Seymour, Wisconsin, Estados Unidos; 18 de agosto de 1994), más conocido como Ty Majeski, es un piloto estadounidense de automovilismo. Se ha desempeñado en carreras de stock cars. Actualmente compite a tiempo parcial en la NASCAR Truck Series para el equipo ThorSport Racing, para el que también trabaja como ingeniero.
En su palmarés destacan cuatro campeonatos del ARCA Midwest Tour, dos victorias en los Slinger Nationals y otro triunfo en el Snowball Derby.

## Trayectoria

### ARCA
Majeski hizo su debut en las ARCA Menards Series en 2016, corriendo para Roulo Borthers Racing. Tuvo un buen papel, pues consiguió un top-5 y dos top-10 en cuatro carreras. El año siguiente disputó cinco carreras para Cunningham Motorsports, acabando siempre entre los diez primeros, y quedándose con la miel en los labios en la última carrera del año, en la que acabó segundo. Después de no haber corrido en 2018, en 2019 disputó seis carreras para Chad Bryant Motorsports, acabándolas todas entre los cinco primeros, y con tres victorias.

### NASCAR Xfinity Series
Majeski fue uno de los miembros del programa de desarrollo de pilotos NASCAR Next de 2016 y fue nombrado piloto de desarrollo de Roush Fenway Racing, lo que provocó que consiguiese un asiento para correr a tiempo parcial con Roush Fenway Racing en la NASCAR Xfinity Series en 2017. Disputó tres carreras en las que fue de menos a más para acabar la temporada con un top-10. El año siguiente disputó con dicho equipo doce carreras más, con resultados muy irregulares, pues obtuvo dos top-10, pero en ocho carreras tuvo un resultado peor que 20º.

### NASCAR Truck Series
En 2019, hizo su debut en la NASCAR Truck Series con el equipo Niece Motorsports en la penúltima carrera del año, en Phoenix, quedándose a las puertas de sumar un top-10, pues fue undécimo, después de haber obtenido rodaje corriendo en la carrera de las K&N Pro Series. Fue contratado como piloto a tiempo completo por el mismo equipo para correr en la camioneta #45 la temporada de 2020 NASCAR Truck Series, la cual había ganado tres carreras con Ross Chastain, el subcampeón de 2019. Sin embargo, no pudo luchar por las victorias fruto de la caía generalizada en el rendimiento del equipo y, tras sumar sólo tres top-10 en las primeras quince carreras, Majeski fue sustituido sin ninguna explicación pública o comunicado por parte del equipo para la decimosexta carrera. No volvió a correr más en lo que restaba de temporada. 
En 2021 consiguió un programa a tiempo parcial en el equipo en el que trabajaba de ingeniero, ThorSport Racing, consiguiendo dos top-10 en sus dos primeras participaciones con dicha escudería.

### Otras carreras
Ha tenido mucho éxito corriendo en una de las carreras de late model más prestigiosas del país y la que más importancia tiene en su Estado natal, Wisconsin: los Nacionales de Slinger Speedway. En 2018 consiguió su primera victoria allí, mientras que en 2019 fue segundo, sólo superado por Matt Kenseth, aunque logró recuperar su corona en 2020.
En 2020 también logró su primera victoria en otra carrera de super late model de gran prestigio, el Snowball Derby, tras quedarse con la miel en los labios en 2015, 2016 y 2018.

## Resultados

### NASCAR Xfinity Series
| Año  | Coche | N.º | Equipo              | 1   | 2   | 3   | 4   | 5   | 6   | 7      | 8   | 9      | 10     | 11     | 12  | 13  | 14     | 15  | 16  | 17     | 18  | 19     | 20  | 21  | 22  | 23     | 24  | 25  | 26  | 27     | 28     | 29  | 30    | 31     | 32     | 33     | Pos. | Puntos |
| ---- | ----- | --- | ------------------- | --- | --- | --- | --- | --- | --- | ------ | --- | ------ | ------ | ------ | --- | --- | ------ | --- | --- | ------ | --- | ------ | --- | --- | --- | ------ | --- | --- | --- | ------ | ------ | --- | ----- | ------ | ------ | ------ | ---- | ------ |
| 2017 | Ford  | 60  | Roush Fenway Racing | DAY | ATL | LVS | PHO | CAL | TEX | BRI    | RCH | TAL    | CLT    | DOV    | POC | MCH | IOW 34 | DAY | KEN | NHA    | IND | IOW 16 | GLN | MOH | BRI | ROA    | DAR | RCH | CHI | KEN    | DOV    | CLT | KAN   | TEX    | PHO    | HOM 10 | 45.º | 61     |
| 2018 | Ford  | 60  | Roush Fenway Racing | DAY | ATL | LVS | PHO | CAL | TEX | BRI 34 | RCH | TAL 37 | DOV 34 | CLT 22 | POC | MCH | IOW 7  | CHI | DAY | KEN 27 | NHA | IOW    | GLN | MOH | BRI | ROA 28 | DAR | IND | LVS | RCH 34 | CLT 34 | DOV | KAN 8 | TEX 13 | PHO 18 | HOM 10 | 34.º | 155    |

### NASCAR Truck Series
| Año  | Coche     | N.º | Equipo            | 1      | 2      | 3     | 4      | 5      | 6      | 7      | 8      | 9      | 10     | 11     | 12     | 13     | 14    | 15     | 16     | 17  | 18  | 19  | 20    | 21  | 22     | 23  | Pos. | Puntos |
| ---- | --------- | --- | ----------------- | ------ | ------ | ----- | ------ | ------ | ------ | ------ | ------ | ------ | ------ | ------ | ------ | ------ | ----- | ------ | ------ | --- | --- | --- | ----- | --- | ------ | --- | ---- | ------ |
| 2019 | Chevrolet | 45  | Niece Motorsports | DAY    | ATL    | LVS   | MAR    | TEX    | DOV    | KAN    | CLT    | TEX    | IOW    | GTY    | CHI    | KEN    | POC   | ELD    | MCH    | BRI | MSP | LVS | TAL]] | MAR | PHO 11 | HOM | 66.º | 26     |
| 2020 | Chevrolet | 45  | Niece Motorsports | DAY 32 | ATL 13 | CLT 8 | ATL 19 | HOM 10 | POC 36 | KEN 19 | TEX 15 | KAN 11 | KAN 30 | MCH 15 | DAY 32 | DOV 14 | GTY 9 | DAR 13 | RCH    | BRI | LVS | TAL | KAN   | TEX | MAR    | PHO | 21.º | 299    |
| 2021 | Toyota    | 66  | ThorSport Racing  | DAY    | DAY    | LVS   | ATL    | BRI    | RCH    | KAN    | DAR    | COT    | CLT 7  | TEX    | NSH 8  | POC 14 | KNX   | GLN    | GTY 33 | MSP | BRI | LVS | TAL   | MAR | PHO    |     | 34.º | 109    |
| 2022 | Toyota    | 66  | ThorSport Racing  | DAY 7  | LVS 10 | ATL 3 | COT 30 | MAR 11 | BRI 21 | DAR 4  | KAN 2  | TEX 5  | CLT 13 | GTY 32 | SON 3  | KNX 4  | NSH 4 | MOH 12 | POC 7  | IRP | RCH | KAN | BRI   | TAL | HOM    | PHO | 7º   | 2006   |

### NASCAR K&N Pro Series West
| Año  | Coche | N.º | Equipo             | 1   | 2   | 3   | 4   | 5   | 6   | 7   | 8   | 9   | 10  | 11  | 12  | 13  | 14     | Pos. | Puntos |
| ---- | ----- | --- | ------------------ | --- | --- | --- | --- | --- | --- | --- | --- | --- | --- | --- | --- | --- | ------ | ---- | ------ |
| 2019 | Ford  | 2   | Chad Bryant Racing | LVS | IRW | TUC | TUC | CNS | SON | DCS | IOW | EVG | GTW | MER | AAS | KCR | PHO 20 | 60.º | 24     |

### ARCA Menards Series
| Año  | Coche | N.º | Equipo                 | 1   | 2   | 3   | 4     | 5   | 6   | 7     | 8     | 9     | 10  | 11  | 12     | 13  | 14  | 15  | 16  | 17  | 18    | 19    | 20     | Pos. | Puntos |
| ---- | ----- | --- | ---------------------- | --- | --- | --- | ----- | --- | --- | ----- | ----- | ----- | --- | --- | ------ | --- | --- | --- | --- | --- | ----- | ----- | ------ | ---- | ------ |
| 2017 | Ford  | 17  | Roulo Brothers         | DAY | NSH | SLM | TAL   | TOL | NJE | POC   | MCH   | MAD 4 | WIN | IOW | IRP 12 | POC | BLN | ISF | DSF | SLM | KEN 8 | CHI   | KAN 11 | 36.º | 750    |
| 2017 | Ford  | 99  | Cunningham Motorsports | DAY | NSH | SLM | TAL   | TOL | ELK | POC 7 | MCH 6 | MAD   | IOW | IRP | POC    | WIN | ISF | ROA | DSF | SLM | KEN 7 | CHI 6 | KAN 2  | 29.º | 1005   |
| 2019 | Ford  | 22  | Chad Bryant Racing     | DAY | FFS | SLM | TAL 4 | NSH | TOL | CLT 1 | POC 1 | MCH 2 | MAD | GTW | CHI 1  | ELK | IOW | POC | ISF | DSF | SLM   | IRP   | KAN 3  | 20.º | 1375   |

### Slinger Nationals
| Año  | Vehículo | Pos. |
| ---- | -------- | ---- |
| 2013 | Ford     | 7    |
| 2015 | Ford     | 4    |
| 2016 | Ford     | 16   |
| 2017 | Ford     | 4    |
| 2018 | Ford     | 1    |
| 2019 | Ford     | 2    |
| 2020 | Ford     | 1    |
| 2021 | Ford     | 17   |
| 2022 | Ford     | 13   |

### Snowball Derby
| Año  | Vehículo | Pos. |
| ---- | -------- | ---- |
| 2014 | Ford     | 19   |
| 2015 | Ford     | 3    |
| 2016 | Ford     | 3    |
| 2017 | Ford     | 17   |
| 2018 | Ford     | 2    |
| 2019 | Ford     | 13   |
| 2020 | Ford     | 1    |
| 2021 | Ford     | 11   |

## Palmarés
4 campeonatos del ARCA Midwest Tour (2014, 2015, 2016 y 2017).
2 victorias en los Slinger Nationals (2018, 2020).
1 victoria en el Snowball Derby (2020).
Rookie del año en el ARCA Midwest Tour (2014).